# Michael Pauli (Mediziner)
Michael Pauli (* 8. Oktober 1652 in Lubin, Schlesien, andere Angabe 8. Oktober 1679; † 28. April 1729 in Breslau) war Stadtphysicus in Breslau und Mitglied der Gelehrtenakademie „Leopoldina“.

## Werdegang
Michael Pauli war Respondent der Universität Wittenberg. Er war Stadtarzt in Lubin (Schlesien) und später in Breslau.
Am 31. Januar 1694 wurde Michael Pauli mit dem Beinamen ASTERION I. als Mitglied (Matrikel-Nr. 205) in die Leopoldina aufgenommen.
Der Mediziner Tobias Ferdinand Pauli war sein Sohn. Dieser wurde im Jahr 1688 geboren und im Jahr 1720 zum Mitglied der „Leopoldina“ gewählt.

## Publikationen
- mit Schneider, Konrad Victor, 1614-168 (Präsident): De sanguine, ut de parte corporis principe ac tanquam de causa, et sede morborum, tandemque, de via illos curandi, instituta / ... praeside Conrado Victore Schneidero ... examini subjicit Michael Pauli, Wittebergae: Wilcke, 1679
- Matthäus Gottfried Purmann mit Michael Pauli, Johann Christian Tralles und Christoph Horch: Funfftzig Sonder- und wunderbahre Schußwunden Curen. In Pommern Vor denen Belägerungen, Wolgast, Ancklam, Demmin, Stettin, Greiffswalde, Strahlsund, und Einnehmung der Insul Rügen geschehen, Und Wie solche nach den richtigsten und beständigsten Cur-Vortheilen tractiret, und glücklich curiret worden. Vor diesem Anno 1687. nur die Helffte beschrieben, itzo aber nach vielen Nöthigungen vollends heraus gegeben. Neben noch zwey wunderbaren und merckwürdigen Exempeln und deren Curen zu Halberstadt und Breßlau geschehen. Von Matthaeo Gottfried Purmannen, Chirurgo und Stadt-Artzten in Breßlau, Rohrlach Jena 1721.